# Xanthorhoe griseocamparia
Xanthorhoe griseocamparia är en fjärilsart som beskrevs av Vorbrodt 1917. Xanthorhoe griseocamparia ingår i släktet Xanthorhoe och familjen mätare. Inga underarter finns listade i Catalogue of Life.